# Coleophora polemoniella
Coleophora polemoniella é uma espécie de mariposa do gênero Coleophora pertencente à família Coleophoridae.